# Kapteyn c

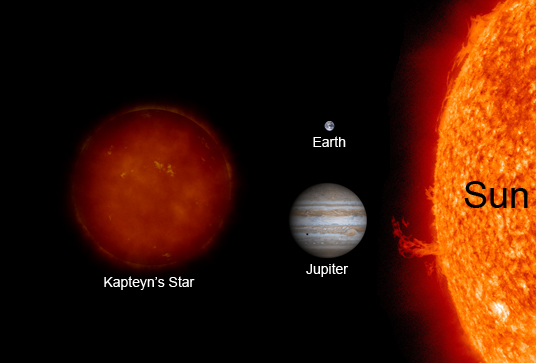
he image was created by Peter Binter on 19 03 2005 using a modified public domain image from NASA (US Government). It is not a photograph but an artistic representation of Kapteyn's Star.

Kapteyn c es un planeta extrasolar  que orbita la estrella enana roja  de Kapteyn, situado a unos 12,7 años luz del planeta Tierra. 
El Kapteyn c tiene un período orbital  de 121 días y una masa  de 7,0 MT. Fue descubierto gracias a las mediciones Doppler  hechas con HARPS, HIRES y PFS.